# Eopsilodercidae
Famille
Les Eopsilodercidae sont une famille fossile d'araignées aranéomorphes.

## Distribution
Les espèces de cette famille ont été découvertes dans de l'ambre de Birmanie. Elles datent du Crétacé.

## Liste des genres
Selon The World Spider Catalog 18.0 :
- † Eopsiloderces Wunderlich, 2008
- † Loxoderces Wunderlich, 2017
- † Praepholcus Wunderlich, 2017

## Publication originale
- Wunderlich, 2008 : The dominance of ancient spider families of the Araneae: Haplogyne in the Cretaceous, and the late diversification of advanced ecribellate spiders of the Entelegynae after the Cretaceous–Tertiary boundary extinction events, with descriptions of new families. Beiträge zur Araneologie, vol. 5, p. 524–675 (en).